# Hermann Mäckler
Hermann Mäckler (* 16. Januar 1910 in Vallendar; † 24. Oktober 1985 in Frankfurt am Main) war ein deutscher Architekt und Buchautor.

## Leben
Er legte 1929 Abitur im Bischöflichen Konvikt zu Hadamar ab. Danach machte er ein Praktikum als Maurer bei Erweiterungsbauten in Maria Laach. Dort lernte er Martin Weber kennen. 1930 bis 1934 studierte er Architektur in Offenbach. 
Ab 1934 bis 1941 war er Mitarbeiter im Architekturbüro von Martin Weber. 1936 wechselte er in das Büro Herbert Rimpl und arbeitete in den Ernst Heinkel Flugzeugwerken in Oranienburg, auch als Autor verschiedener Zeitungsartikel. 1938 war er Mitarbeiter der Wohnungs-Aktiengesellschaft der Hermann-Göring-Werke. Ein aufwendig gestaltetes Buch mit dem Titel Ein Deutsches Flugzeugwerk mit Texten von Hermann Mäckler wurde 1940 von Herbert Rimpl veröffentlicht. 1942 war er Leiter der Industriebauabteilung IV für Werften im Baubüro in Salzgitter. 1944 wurde Hermann Mäckler für Planungen der unterirdischen Verlagerung der Rüstungsindustrie eingesetzt.
Ende des Zweiten Weltkriegs machte er sich Anfang 1946 in Frankfurt am Main zusammen mit Alois Giefer im Architekturbüro Giefer und Mäckler selbständig. Ab 1948 leitete er den Wiederaufbau des bei den Luftangriffen auf Frankfurt am Main ausgebrannten Frankfurter Kaiserdoms.
Das Büro zählte in den 1950er und 1960er Jahren zu den prominenten Entwerfern für katholische Kirchenbauten und Siedlungsbauten, überregionale Bekanntheit erreichte es durch Bauten im Berliner Hansaviertel und in Frankfurt am Main.
Hermann Mäckler war der Vater von Christoph Mäckler.

## Zitat
„Wie anders als ein Witz soll aber denn das rekonstruierte Haus wirken, wenn einmal seine gänzlich zerstörte Umgebung aufgebaut sein wird.“

## Wichtige Bauten

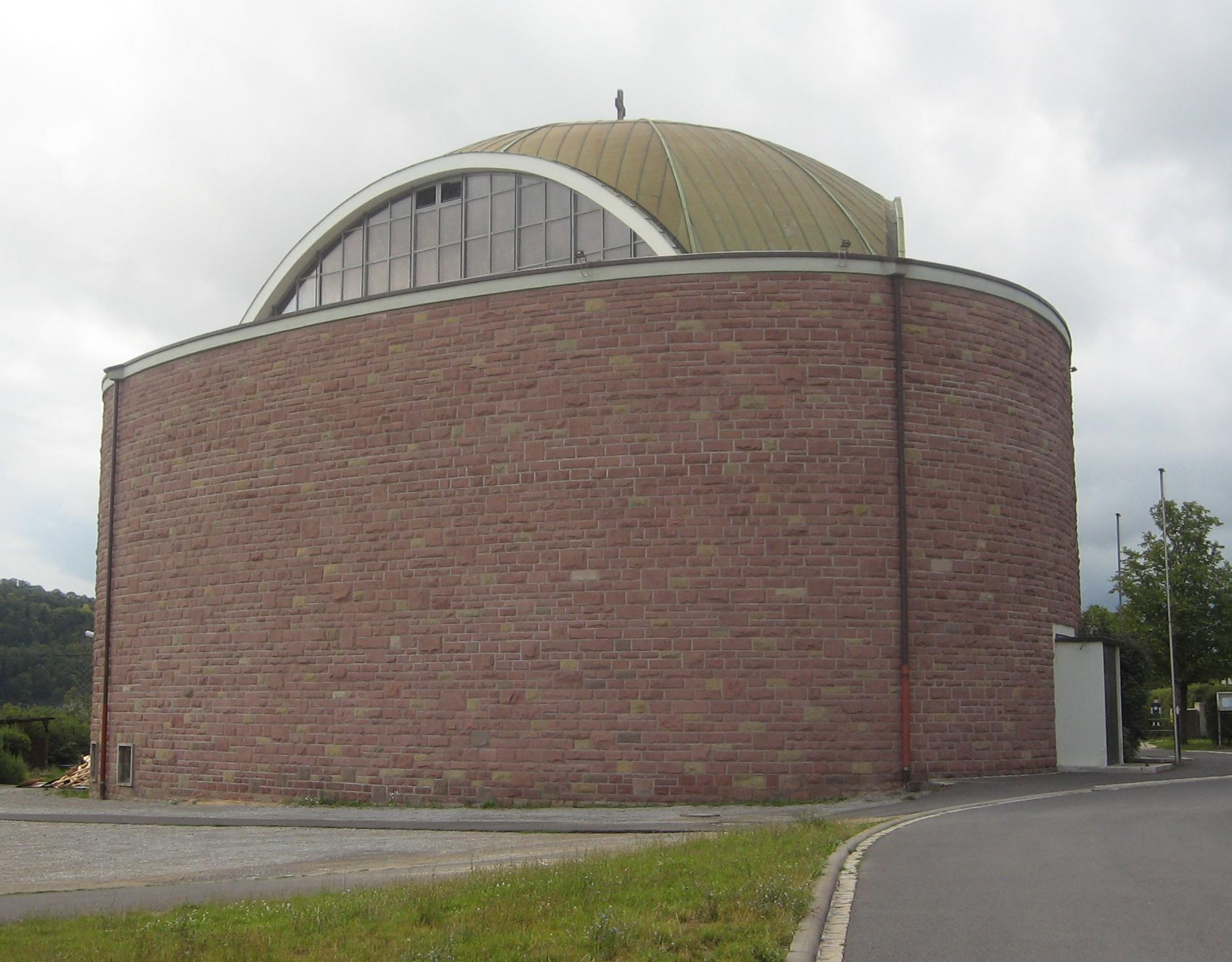
Heilig-Geist-Kirche, Würzburg

- Büro- und Kinogebäude im Steinweg (früher: Hotel zum Schwan), Frankfurt am Main (1949)
- Wiederaufbau des Frankfurter Kaiserdoms St. Bartholomäus (1950–1953)
- Neues Institutsgebäude des Frankfurter Instituts für Sozialforschung (1950)
- Abfertigungsgebäude des Rhein-Main-Flughafens (1951, 1952–1957)
- Mariahilf-Kirche in Frankfurt am Main (1951)
- Allerheiligenkirche in Frankfurt am Main (1953)
- Mädchenwohnheim in Frankfurt am Main, Buchgasse 3
- Haus „Fries“ in Frankfurt am Main, Mörfelder Landstraße 250
- Eigenes Wohnhaus in Frankfurt am Main, Wilhelm-Beer-Weg 77 (1953)[5]
- Wohnhausgruppe Händelallee 43–47 in Berlin (1957)
- St.-Katharinen-Krankenhaus in Frankfurt am Main (1957–1958)
- Alfred-Delp-Haus in Frankfurt am Main (1958)
- Katholische Kuratiekirche Hl. Geist in Würzburg (1958)
- Deutsche Bibliothek in Frankfurt am Main (1959); nach Verkauf an die KFW 2004 abgerissen
- Katholische Kirche St. Petrus Canisius in Oberstedten (1964)
- Katholische Kirche St. Matthias in Frankfurt am Main (1965)
- Katholische Kirche St. Anna in Frankfurt am Main (1968)
- Chemisches Staatsinstitut in Hamburg (1968)
- Erweiterungsbau des Rhein-Main-Flughafens (Abflug- und Empfangsgebäude, 1973)
- Rekonstruktion und Ausbau des Leinwandhauses am Weckmarkt in Frankfurt am Main (1980–1983)

## Auszeichnungen
Im November 1954 wurden die Maria-Hilf-Kirche, die Allerheiligenkirche, das Mädchenwohnheim und das Haus „Fries“ (alle in Frankfurt am Main) von einer Jury, die vom Bund Deutscher Architekten und dem Hessischen Minister der Finanzen einberufen war, als „vorbildliche Bauten im Lande Hessen“ ausgezeichnet. Der Jury gehörten folgende Architekten an: Werner Hebebrand, Konrad Rühl, Sep Ruf und Ernst Zinsser.